# Leucauge aurostriata
Leucauge aurostriata là một loài nhện trong họ Tetragnathidae.
Loài này thuộc chi Leucauge. Leucauge aurostriata được Octavius Pickard-Cambridge miêu tả năm 1897.